# Molly Tuttle
Molly Rose Tuttle, född 14 januari 1993, är en amerikansk sångerska, låtskrivare, banjospelare och gitarrist, studiomusiker och lärare i bluegrass-traditionen. Hon är känd för sin flatpicking-, clawhammer- och crosspicking-gitarrteknik. Tuttle har angett Laurie Lewis, Kathy Kallick, Alison Krauss och Hazel Dickens som förebilder.
2017 blev Tuttle den första kvinnan att vinna International Bluegrass Music Associations pris för årets gitarrist. 2018 vann hon priset igen, och utsågs dessutom till Americana Music Associations instrumentalist of the year. Tuttle vann i klassen Bästa Bluegrass-album och nominerades till priset för bästa nya artist i alla genrer vid den 65:e årliga Grammy Awards.

## Biografi

### Tidiga år och karriär
Tuttle föddes i Santa Clara, Kalifornien och växte upp i Palo Alto. Hon började spela gitarr vid 8 års ålder. Vid 11 års ålder spelade hon på scen med sin far Jack Tuttle, en bluegrassmultiinstrumentalist och instruktör. Vid 15 års ålder gick hon med i sitt familjeband The Tuttles med AJ Lee, tillsammans med sina syskon Sullivan (gitarr) och Michael (mandolin), samt mandolisten AJ Lee.
2006, vid 13 års ålder, spelade Tuttle med sin pappa in The Old Apple Tree, ett album med duetter. Tuttle tog 2011 examen från Palo Alto High School.
2011 släppte The Tuttles sitt album Introducing the Tuttles och därefter albumet Endless Ocean 2013.
2012 tilldelades Tuttle meritstipendier till Berklee College of Music för musik och komposition. Samma år fick hon Foundation for Bluegrass Musics första Hazel Dickens Memorial Scholarship, vann Chris Austin Songwriting Competition på Merlefest Music Festival och deltog med sin pappa på A Prairie Home Companion.

### Samarbeten
Medan Tuttle studerade vid Berklee College of Music (2014), gick hon med i den helt kvinnliga bluegrassgruppen Goodbye Girls. De kombinerar bluegrass, jazz och svensk folkmusik. Övriga medlemmar är Allison de Groot (banjo), Lena Jonsson (fiol) och Brittany Karlson (bas). De släppte 2014 EP:n Going to Boston och två år senare albumet Snowy Side of the Mountain. Bandet har även turnerat flera gånger i Jonssons hemland Sverige.
Tuttle spelade också in Molly Tuttle & John Mailander, en duett-EP med violinisten John Mailander.
2018 bildade Tuttle tillsammans med Alison Brown, Missy Raines, Sierra Hull och Becky Buller en supergrupp. Kvintetten uppträdde på Rockygrass-festivalen i Lyons i Colorado den 27 juli 2018. Gruppen var från början känd som The Julia Belles men blev senare känd som First Ladies of Bluegrass. Ytterligare spelningar bokades på Analog på Hutton Hotel i Nashville den 18 september 2018 och IBMA Wide Open Bluegrass Festival den 28 september 2018. Hon samarbetade också med Billy Strings på låtarna "Sittin' on Top of the World" och "Billy in the Lowground".
The First Ladies of Bluegrass finns med på den första singeln från Missy Raines album Royal Traveler, som släpptes 2018 på Compass Records.

### Solokarriär

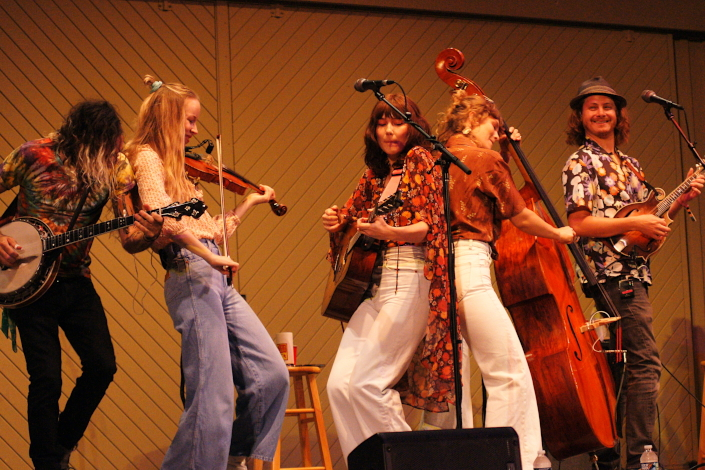
Molly Tuttle & Golden Highway på turné på Blue Ridge Music Center i Galax, Virginia den 3 september 2022

2015 flyttade Tuttle från Boston till Nashville. Hennes EP Rise släpptes 2017, efter en crowdfundingkampanj. Hon skrev albumets sju låtar, och det producerades av Kai Welch. Darrell Scott, Milk Carton Kids, Kathy Kallick och Nathaniel Smith var gästartister.
Hon bildade The Molly Tuttle Band, med Wes Corbett (banjo), Joe K. Walsh (mandolin) och Hasee Ciaccio (bas).
2017 skrev Tuttle på för Alison Browns bolag Compass Records.
Molly valdes ut av Buddy Miller att gå med i hans "Cavalcade of Stars"-sektion av Hardly Strictly Bluegrass on the Rooster Stage, den 6 oktober 2018.
Tuttle släppte den 5 april 2019 sitt debutalbum When You're Ready på Compass Records.
Därefter släppte hon ... but I'd rather be with you i augusti 2020, även den på Compass Records.
I januari 2022 tillkännagav Nonesuch Records en kommande release av Molly Tuttle & Golden Highway med titeln Crooked Tree, med utgivning den 1 april 2022.

## Privatliv
Tuttle diagnostiserades med alopecia areata när hon var tre år gammal. Detta utvecklades snabbt till alopecia universalis, vilket resulterade i totalt håravfall på kroppen.

## Diskografi

### Soloalbum
| Titel                                         | Albumdetaljer                                                                                    | Toppdiagrampositioner | Toppdiagrampositioner | Toppdiagrampositioner | Försäljning  |
| Titel                                         | Albumdetaljer                                                                                    | USA Heat              | USA Indie             | USA Bluegrass         | Försäljning  |
| --------------------------------------------- | ------------------------------------------------------------------------------------------------ | --------------------- | --------------------- | --------------------- | ------------ |
| Rise (EP)                                     | - Releasedatum: 13 oktober 2017 - Etikett: Compass - Format: CD, digital nedladdning             | 18                    | 47                    | 2                     |              |
| When You're Ready                             | - Släppt: 5 april 2019 - Etikett: Compass - Format: CD, vinyl, digital nedladdning, streaming    | 5                     | 11                    | —                     | - USA: 5 900 |
| But I'd Rather Be With You                    | - Släppt: 28 augusti 2020 - Etikett: Compass - Format: CD, vinyl, digital nedladdning, streaming |                       |                       |                       |              |
| Crooked Tree                                  | - Släppt: 1 april 2022 - Etikett: Nonesuch - Format: CD, vinyl, digital nedladdning, streaming   | 12                    | —                     | 2                     |              |
| "—" anger utgåvor som inte visas i diagrammet |                                                                                                  |                       |                       |                       |              |

### The Goodbye Girls
- 2014: Going to Boston (självutgiven)
- 2016: Snowy Side of the Mountain (självutgiven)

### Molly Tuttle och John Mailander
- 2014: Molly Tuttle och John Mailander EP (Back Studio)

### The Tuttles With AJ Lee
- 2012: Introducing the Tuttles With AJ Lee (självutgiven)
- 2013: Endless Ocean (självutgiven)

### Molly och Jack Tuttle
- 2007: The Old Apple Tree (Back Studio)

### Som en gästartist
- 2015: Mile Rocks – Mile Rocks and Friends (Audio & Video Labs)
- 2017: AJ Lee – AJ Lee (självutgiven)
- 2017: Korby Lenker – Thousand Springs (Relativity)
- 2017: Bobby Osborne – Original (Compass)
- 2017: Billy Strings – Turmoil & Tinfoil (Apostol)
- 2019: Old Crow Medicine Show – Live at the Ryman (Columbia)
- 2021: Béla Fleck – My Bluegrass Heart (Renew)

## Utmärkelser och nomineringar
| År   | Förening                             | Kategori                  | Nominerat verk                   | Resultat  | Ref           |
| ---- | ------------------------------------ | ------------------------- | -------------------------------- | --------- | ------------- |
| 2016 | International Bluegrass Music Awards | Momentum Award            | Själv                            | Vann      |               |
| 2017 | International Bluegrass Music Awards | Årets gitarrist           | Själv                            | Vann      | [ 6 ]         |
| 2018 | International Folk Music Awards      | Årets låt                 | "You Didn't Call My Name"        | Vann      |               |
| 2018 | Americana Music Honors & Awards      | Årets instrumentalist     | Själv                            | Vann      | [ 38 ]        |
| 2018 | International Bluegrass Music Awards | Årets framväxande artist  | Själv                            | Nominerad | [ 39 ]        |
| 2018 | International Bluegrass Music Awards | Årets gitarrspelare       | Själv                            | Vann      | [ 39 ]        |
| 2018 | International Bluegrass Music Awards | Årets kvinnliga vokalist  | Själv                            | Nominerad | [ 39 ]        |
| 2018 | International Bluegrass Music Awards | Årets album               | Rise                             | Nominerad | [ 39 ]        |
| 2018 | International Bluegrass Music Awards | Årets låt                 | "You Didn't Call My Name"        | Nominerad | [ 39 ]        |
| 2018 | International Bluegrass Music Awards | Årets inspelade evenemang | "Swept Away" [A]                 | Vann      | [ 39 ]        |
| 2019 | International Bluegrass Music Awards | Årets kvinnliga vokalist  | Själv                            | Nominerad | [ 40 ]        |
| 2019 | International Bluegrass Music Awards | Årets gitarrspelare       | Själv                            | Nominerad | [ 40 ]        |
| 2019 | International Bluegrass Music Awards | Årets låt                 | "Take the Journey" [B]           | Nominerad | [ 40 ]        |
| 2019 | International Bluegrass Music Awards | Årets samarbetsinspelning | "Soldiers Joy/Ragtime Annie" [C] | Nominerad |               |
| 2020 | International Bluegrass Music Awards | Årets kvinnliga vokalist  | Själv                            | Nominerad | [ 41 ]        |
| 2020 | International Bluegrass Music Awards | Årets gitarrspelare       | Själv                            | Nominerad | [ 41 ]        |
| 2021 | International Bluegrass Music Awards | Årets kvinnliga vokalist  | Själv                            | Nominerad | [ 42 ]        |
| 2021 | International Bluegrass Music Awards | Årets gitarrspelare       | Själv                            | Nominerad | [ 42 ]        |
| 2022 | International Bluegrass Music Awards | Årets underhållare        | Molly Tuttle & Golden Highway    | Nominerad | [ 43 ] [ 44 ] |
| 2022 | International Bluegrass Music Awards | Årets instrumentgrupp     | Molly Tuttle & Golden Highway    | Nominerad | [ 43 ] [ 44 ] |
| 2022 | International Bluegrass Music Awards | Årets kvinnliga vokalist  | Själv                            | Vann      | [ 43 ] [ 44 ] |
| 2022 | International Bluegrass Music Awards | Årets gitarrspelare       | Själv                            | Nominerad | [ 43 ] [ 44 ] |
| 2022 | International Bluegrass Music Awards | Årets album               | Crooked Tree                     | Nominerad | [ 43 ] [ 44 ] |
| 2023 | Grammisgalan                         | Bästa nya artist          | Själv                            | Nominerad | [ 8 ]         |
| 2023 | Grammisgalan                         | Bästa Bluegrass-album     | Crooked Tree                     | Vann      | [ 8 ]         |
| 2023 | International Folk Music Awards      | Årets album               | Crooked Tree                     | Vann      | [ 45 ]        |